# Наотаке Ханју
Наотаке Ханју (јап. 羽生 直剛; 22. децембар 1979) јапански је фудбалер.

## Каријера
Током каријере је играо за ЈЕФ Јунајтед Чиба, Токио и Ventforet Kofu.

## Репрезентација
За репрезентацију Јапана дебитовао је 2006. године. За тај тим је одиграо 17 утакмица.

## Статистика
| Јапан  | Јапан   | Јапан  |
| Година | Наступи | Голови |
| ------ | ------- | ------ |
| 2006.  | 5       | 0      |
| 2007.  | 7       | 0      |
| 2008.  | 5       | 0      |
| Укупно | 17      | 0      |